# Реал Бургос
«Реал Бургос» (исп. Real Burgos CF) — испанский футбольный клуб из города Бургос, в одноимённой провинции в автономном сообществе Кастилия-Леон. Клуб основан в 1983 году, в качестве резервной команды клуба «Бургос», но после банкротства последнего в 1983 году стал основным клубом в городе. Домашние матчи до 1996 года проводил на арене «Эль Плантио», вмещающей 14 000 зрителей. В 90-х годах 20-го века «Реал Бургос» провёл три сезона в Примере, лучшим достижением команды является 9-е место в сезоне 1991/92. После воссоздания в середине 90-х годов клуба «Бургос», «Реал Бургос» не прекратил своё существование, но не участвовал в официальных соревнованиях до 2011 года.

## Прежние названия
- 1963—1983 — «Бургос Промесас»
- 1983— «Реал Бургос»

## Сезоны по дивизионам
- Примера — 3 сезона
- Сегунда — 4 сезона
- Сегунда B — 2 сезона
- Терсера — 3 сезона
- Региональные лиги — 5 сезонов

## Достижения
- Сегунда
  - Победитель: 1989/90
- Терсера
  - Победитель (2): 1983/84, 1984/85